# Quận 10, Roma
Quận 10 Ostia (tiếng Ý: Municipio X Ostia) là quận hành chính thứ mười của thủ đô Roma, Ý. Quận được thành lập vào ngày 11 tháng 3 năm 2013 và là quận duy nhất giáp biển của thành phố.